# Jens Haack
Jens Haack (født 6. april 1955 i Høsterkøb) er en dansk musiker, komponist og saxofonist. Han er kendt som medlem af gruppen Moonjam og har som studiemusiker siden 1970'erne medvirket i hundredvis af danske og nordiske musikudgivelser og har spillet med en lang række markante kunstnere i både studie- og livesammenhænge.

## Tidlige år og opvækst
Jens Haack blev født i Høsterkøb som søn af skolelærerne Sigurd og Bente Haack Olesen. Fra 1955 til 1960 boede familien på Als, hvor faderen underviste. Herefter voksede han op i og omkring Gedved i Østjylland.
Han begyndte at spille klaver som 9-årig og blev stærkt inspireret til at spille saxofon efter at have set Coleman Hawkins på tv i 1966. I 1970 deltog han i Musik & Ungdoms sommerstævne på Vallekilde Højskole, hvilket fik stor betydning for hans musikalske netværk. Efter realeksamen fra Horsens Statsskole flyttede han i 1972 til København for at forfølge en musikkarriere.

## Uddannelse og musikalsk baggrund
Jens Haack er overvejende autodidakt, men blev i 1975 optaget på Det Kongelige Danske Musikkonservatorium. Senere studerede han i to semestre ved Berklee College of Music i Boston, Massachusetts i 1979/80. Han spillede i Radiojazzgruppen i 1978–79 og fik allerede i 1972 sit første professionelle studiejob samme dag, han ankom til København.
Han spiller på en bred vifte af instrumenter, herunder sopran-, alt-, tenor- og barytonsaxofon samt trompet.

## Karriere
I begyndelsen af 1980'erne var Jens Haack med til at stifte musikprojektet Moonjam sammen med brødrene Morten og Rasmus Kærså. Gruppens første album, Morten Kærså & Moonjam udkom i 1987, og i alt udgav de syv albums med Haack, herunder det succesfulde Songs for Saxophone, som solgte over 100.000 eksemplarer.[kilde mangler] Han forlod gruppen i 1996.
Gennem sin karriere har Jens Haack indspillet en lang række værker – herunder en saxofonkoncert i tre satser skrevet af Anders Koppel, opført med DR Underholdningsorkestret i 1994.
Han har været aktiv både som live- og studiemusiker og har optrådt i blandt andet Danmark, Norge, Sverige, Finland, Færøerne, England, Frankrig, Tyskland, Sovjetunionen, Nordkorea og USA.

## Studiemusiker og samarbejder
Jens Haack har medvirket på et meget stort antal musikudgivelser. Blandt de mange kunstnere, han har arbejdet med, kan nævnes:
Kim Larsen, Sanne Salomonsen, C.V. Jørgensen, Laid Back, Søs Fenger, Dodo & The Dodos, Kasper Winding, Anne Linnet, Shu-Bi-Dua, Thomas Helmig, Hanne Boel, Mikael Wiehe, Sneakers, Ray Dee Ohh, TV-2, Sebastian, Billy Cross, Danser med Drenge, Nik Kershaw, Anne Dorte Michelsen, Infernal, Lis Sørensen, Alberte, Bo Jacobsen, Savage Rose, Troels Trier & Rebecca Brüel, Delta Blues Band, Ivan Pedersen, Peter Belli, Walter & Carlo, Zapp Zapp, Mads Nørregård, Klaus Schønning, Moonjam, Peter Thorup, Ulf Lundell, Gramsespektrum, Mehmet Ozan/Istanbul Express, Trine Dyrholm, Keld & Hilda Heick – samt mange flere.
Han har desuden indspillet musik til film og tv-serier med blandt andre Jacob Groth (Taxa, Rejseholdet, Ørnen, Krøniken), Kasper Winding, Anne Linnet, Bent Fabricius-Bjerre, Anders Koppel, Fuzzy, Holger Laumann m.fl.